# Spalax microphthalmus
Spalax microphthalmus là một loài động vật có vú trong họ Spalacidae, bộ Gặm nhấm. Loài này được Guldenstaedt mô tả năm 1770.

## Hình ảnh

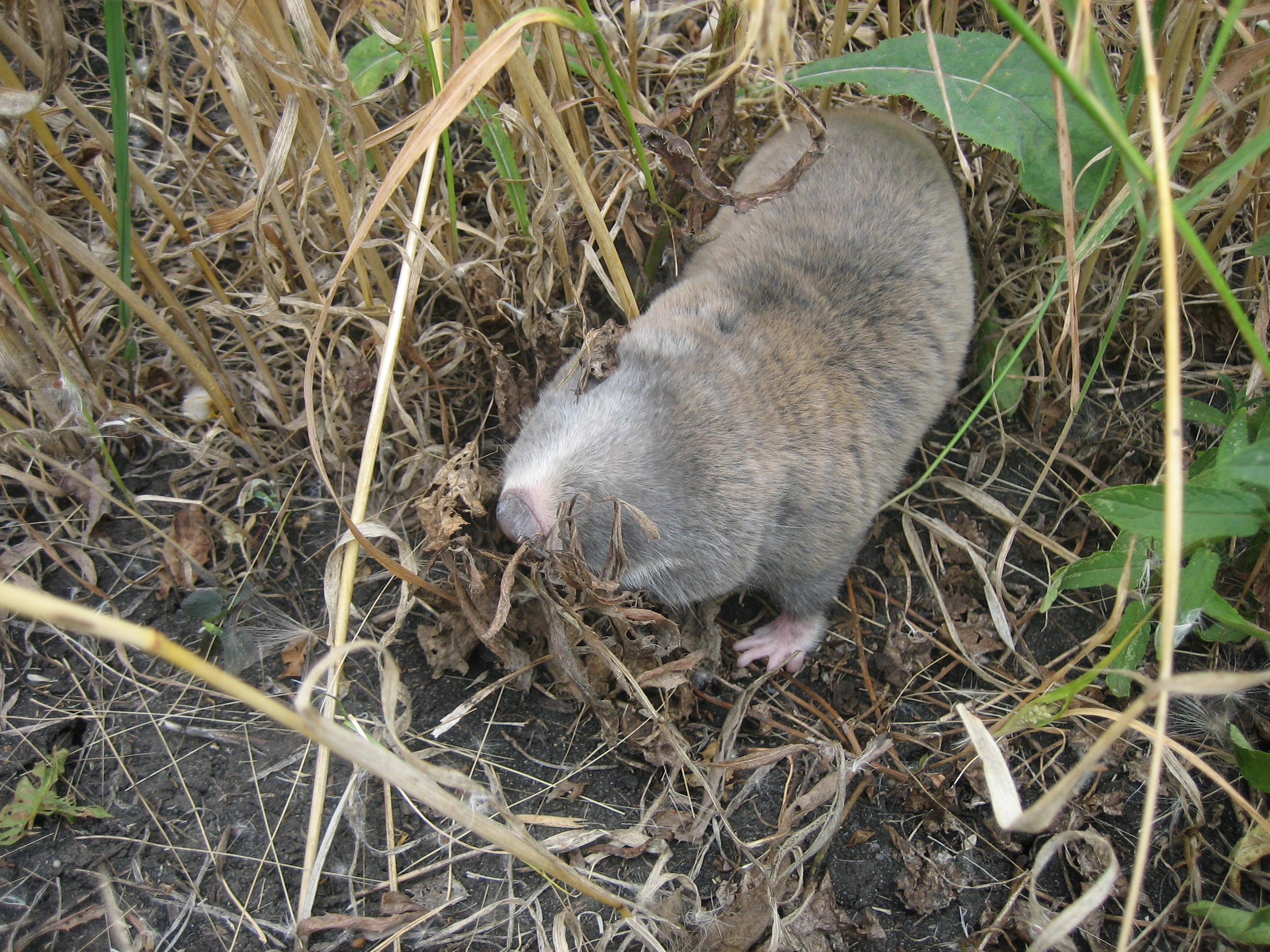
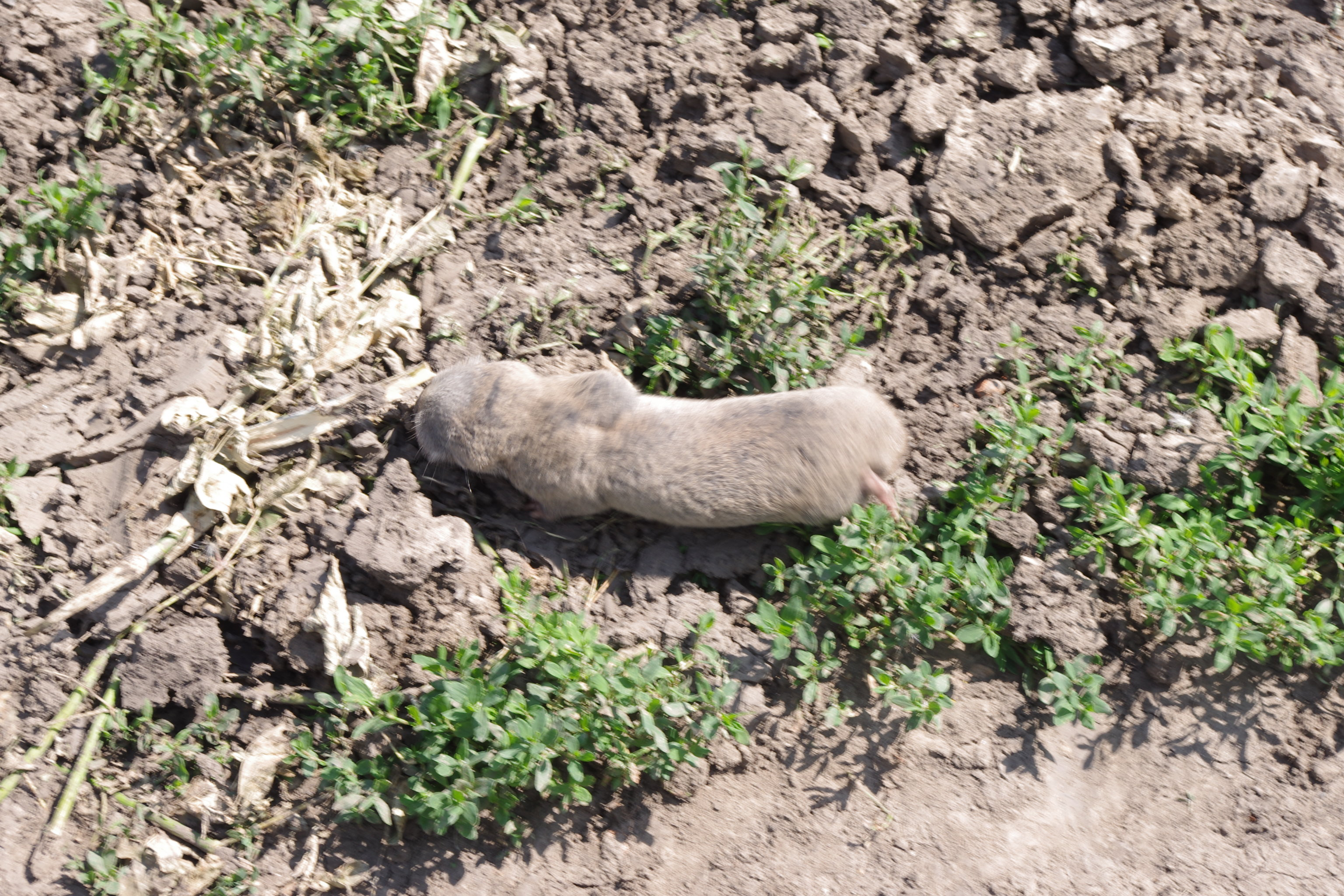
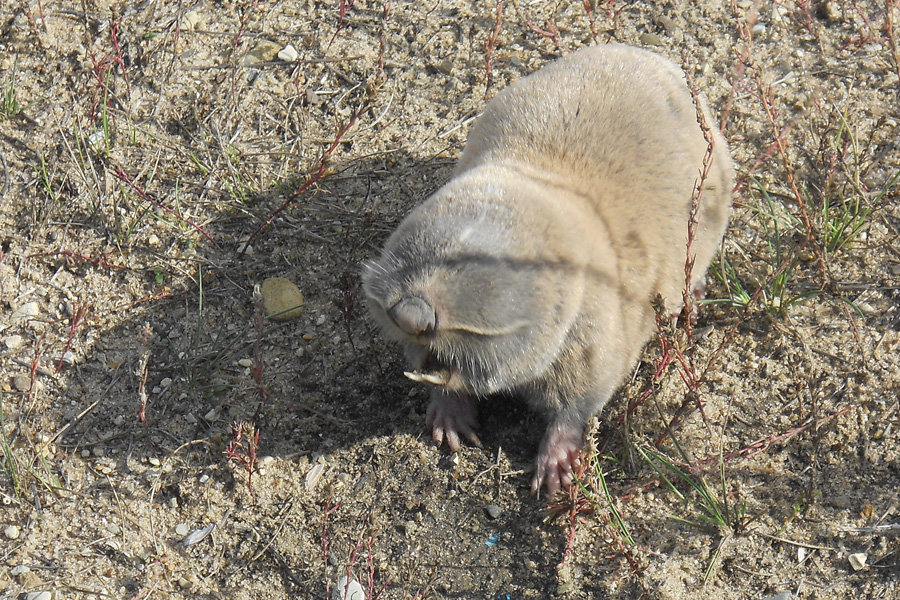
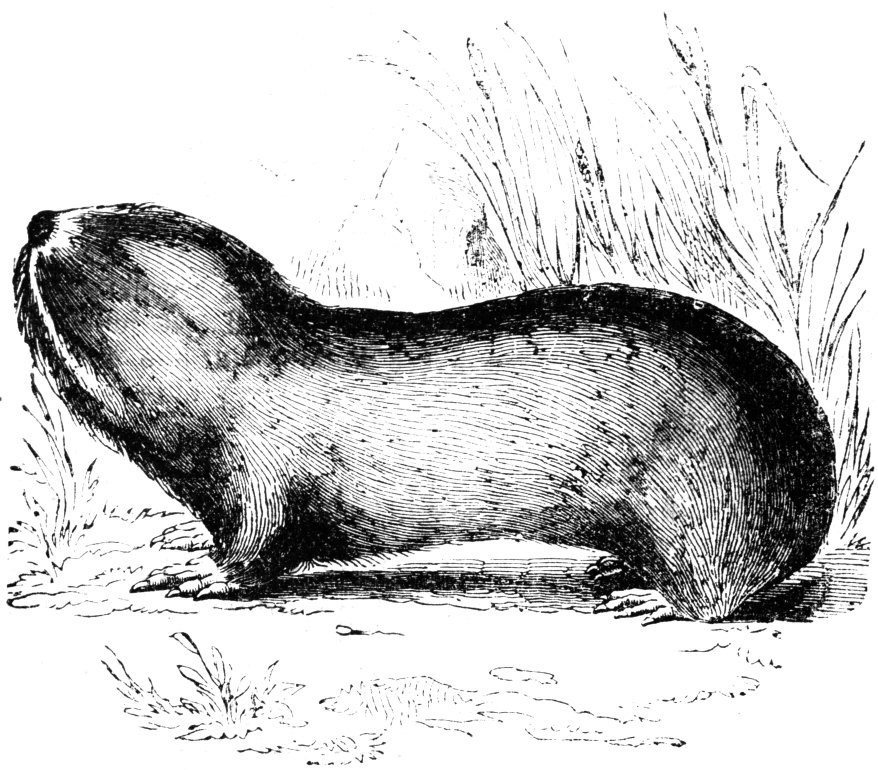